# Joaquín Pasos
Joaquín Pasos, nikaragovski pesnik, esejist in pripovedovalec, * 14. maj 1914, Granada, Nikaragva, † 20. januar 1947, Managua.
Pasos je bil ena vodilnih osebnosti književnostnega gibanja »Vanguardia« (sl. Avantgarda). Njegova najbolj znana pesem je Canto de guerra de las cosas (Pesem vojne reči).

## Zgodnje obdobje
Študiral je na univerzi Universidad Centroamericana. Med svojim najstniškim obdobjem in začetki odraslosti je veljal za čudežnega otroka književnosti. Že pri starosti 14 let je začel z neumornim pisanjem, s čimer je pričel svoje prvo ustvarjalno obdobje, ki je trajalo med letoma 1928 in 1935. 
Na tej stopnji je prikazal veliko zmožnost razumevanja in povzemanja sloga in vzorcev dela sodobnih literatov, kot so bili Paul Morand, Valery Larbaud, Philippe Soupault, J. J. Van Doren, Rafael Alberti in Gerardo Diego. Pri njegovih delih lahko zapazimo tudi določeno obsedenost z zemljepisnimi posebnostmi (pesmi »Norveška«, »Cookova popotovanja«, »Nemške sanje št.5« in nekakšen mladostniški fetiš za tuje igralke. 

## Kasnejše obdobje
Po letu 1935 (pa vse do njegove smrti) Pasosova poezija prevzame popolnoma svoj slog. S svojim izjemnim smislom za prispodobo in pesniškim jazom, ki koleba med ljubeznijo in humorjem, je Pasos ustvaril nekaj najbolj izvirnih ljubezenskih pesnitev, kar sta jih videli Ameriki (»Velikanska pesem«, »Izumitev novega poljuba«, »Zgradba tvojega telesa«, »Velika pesem o močni ljubezni«..) in vstopil v ustvarjalni svet domorodnih Nikaragovcev (»Slepi Indijanci«, »Stari Indijanci«, »Jokanji«, »Indijanec, ubit na tržnici«..).
Po objavi omenjenih pesmi je izšla še njegova mojstrovina: »Pesem vojne reči«, ki (v nasprotju s T. S. Eliotovo Puščobo) na veliko širši način obdela (meta)fizični položaj človeka v 20. stoletju. 

## Poklicna pot
»Joaquinillo«, kot ga je klical sodobnik, nikaragovski pesnik Carlos Martínez Rivas, je bil širom države znan po svojih humorističnih vložkih. Skupaj s Joaquínom Zavalo je začel z izdajanjem »Opere Bufe«, politično-književnostno-humoristične revije, ki je zavračala vrednote liberalnih in konzervativnih političnih združenj. S pesnikom Manolom Cuadro, pesnikom in humoristom Ge Erre Enejem (Germánom Rivasom Novoo), še enim humoristom Alejandrom Cuadro in karikaturistom Antoniom Lópezom je prispeval k humoristični reviji »Los Lunes«, ki je zbadal diktatorski režim Somoze Garcíe.

## Smrt
V mednarodnem prostoru skorajda popolnoma neznan je umrl 20. januarja 1947 v Managui, glavnem mestu Nikaragve. 